# Gnomidolon cingillum
Gnomidolon cingillum är en skalbaggsart som beskrevs av Martins 1967. Gnomidolon cingillum ingår i släktet Gnomidolon och familjen långhorningar. Inga underarter finns listade i Catalogue of Life.